# MTV Europe Music Award alla miglior cover
L'MTV Europe Music Award alla miglior cover (MTV Europe Music Award for Brazilian Act) è stato uno dei premi dell'MTV Europe Music Award, che è stato assegnato solo nel 1994.

## Albo d'oro

### Anni 1990
- 1994
  -  Gun - Word Up!
  -  Ace of Base - Don't Turn Around
  -  Big Mountain - Baby, I Love Your Way
  -  Pet Shop Boys - Go West
  -  Wet Wet Wet - Love Is All Around